# Altava

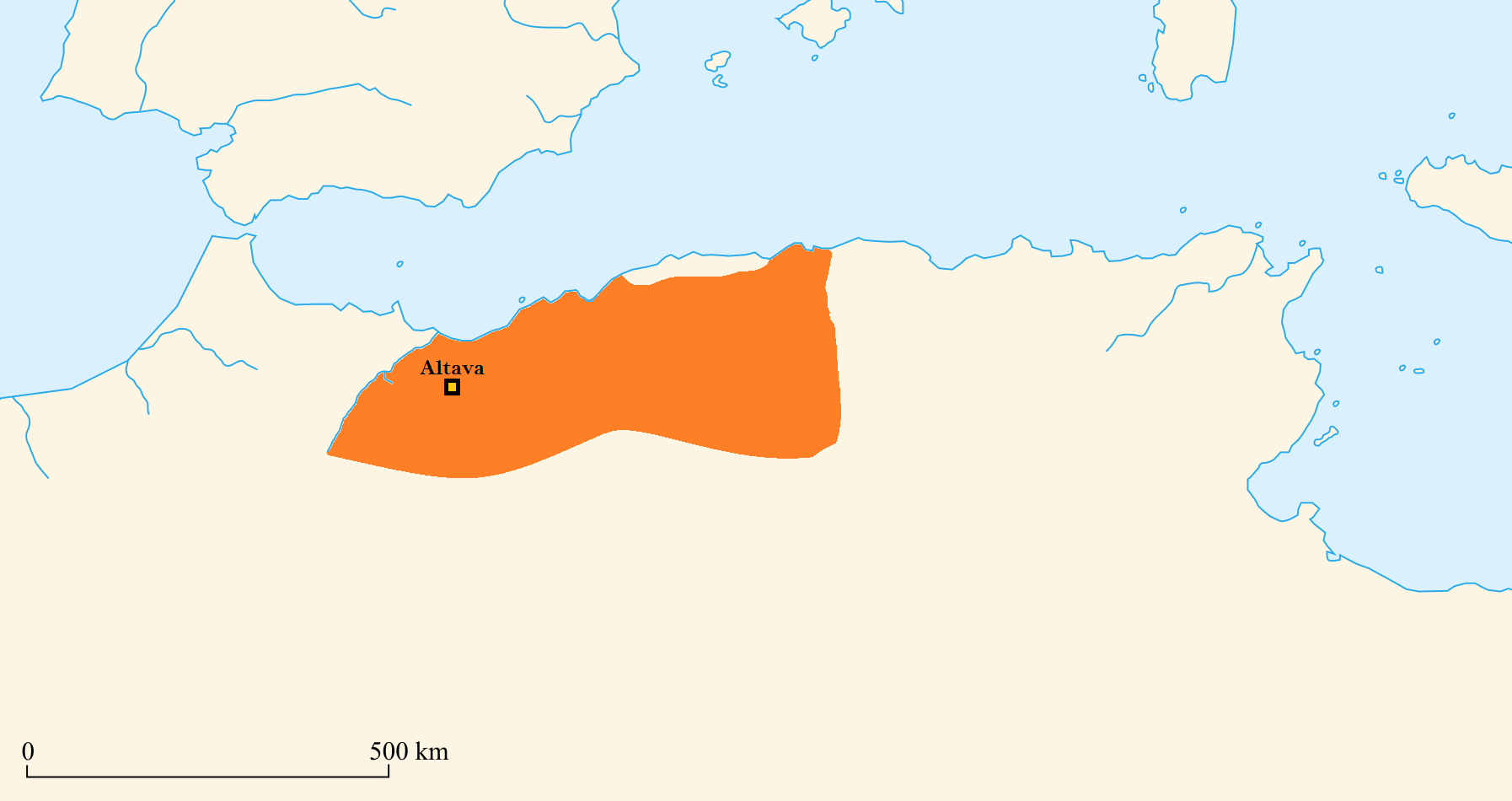
Das römisch-berberische Reich von Altava vor 578

Altava war eine Stadt in der römischen Provinz Mauretania Caesariensis und wurde nach der Einfall der Vandalen ca. 430 n. Chr. Hauptstadt eines römisch-berberischen Kleinstaates. Der Ort befindet sich heute im Gebiet der Stadt Ouled Mimoun im Nordwesten Algeriens, in der Provinz Tlemcen. Die Stadt war im 6. Jahrhundert Hauptstadt eines kleinen Nachfolgestaates des weströmischen Reiches, welches möglicherweise bis zur Eroberung durch die Araber fortdauerte.

## Geschichte
Altava ging vermutlich auf eine berberische Siedlung zurück und wurde später durch die Punier kontrolliert. Im späten 2. und frühen 3. Jahrhundert n. Chr. wurde die römische Grenze in der Mauretania Caesariensis weit nach Süden vorgeschoben und zur Sicherung des Eroberten ein Verteidigungssystem errichtet, das entlang einer neu angelegten Straße namens nova praetentura verlief und in das auch Altava mit einbezogen wurde. Damit wurde Altava Teil des römischen Reiches, behielt aber bis weit ins 4. Jahrhundert seine spezifischen Traditionen bei, so etwa besondere lokale Ämter und Titel, die durch zahlreiche diverse lateinische Inschriften bekannt sind.
Nachdem die Vandalen im Zuge der Völkerwanderung 435/39 in der Provinz Africa (Nordafrika) ihr Reich gründeten, gerieten nicht alle römischen Gebiete unter vandalische Herrschaft. Numidien und die Provinzen des antiken Mauretaniens verblieben zunächst unter weströmischer Herrschaft. Hierbei billigte der weströmische  Kaiser die Aushebung von Privatarmeen durch Großgrundbesitzer, weil er sich so Angriffe auf vandalisches Gebiet erhoffte. Die so geforderte Entwicklung der Großgrundbesitzer zu Warlords begünstigte nach der Ermordung des weströmischen Kaisers Valentinian III. den Zerfall dieser Provinzen in diverse Kleinreiche, die in der Öffentlichkeit des übrigen Mittelmeerraumes und insbesondere in der Region um Karthago als „Berberisch“ wahrgenommen wurden. Altava wurde so zur Hauptstadt des größten dieser Staaten.
Der ausschließlich berberische Charakter des römisch-berberischen Reiches von Altava ebenso wie der übrigen, überwiegend nicht unter vandalischer Herrschaft stehenden Gebiete des untergegangenen weströmischen Reiches ist allerdings widerlegt.
Etliche Regionen in Mauretanien und Numidien setzten so ihre römisch-berberische Koexistenz fort und überdauerten als Restgebiete römischer Herrschaft auch das Ende des Weströmischen Reiches 476, ähnlich wie die Gebiete des Julius Nepos in Dalmatien und des Syagrius in Gallien. So wurde Altava zu Beginn des 6. Jahrhunderts Residenz eines Königs namens Masuna, der sich auf einer Inschrift als „König der Mauren und Römer“ bezeichnen ließ (rex gentium Maurorum et Romanorum; siehe auch Masties).
Als das Vandalenreich 533 zerschlagen wurde und die byzantinische Herrschaft im Maghreb begann, war die Kleinstaaterei in Nordafrika so weit etabliert, dass die örtlichen Machthaber nicht bereit waren, sich dem byzantinischen Kaiser zu unterwerfen. Dies galt auch für das Reich von Altava. Vermutlich wurden Aufstände von Vandalen und byzantinischen Soldaten unter Stotzas von Altava aus unterstützt. Letztmals wurde das Reich von Altava im Zusammenhang mit einem Feldzug des Gennadios, magister militum per Africam, erwähnt, der 578 Garmules, den Herrscher von Altava besiegte und dessen Kleinreich möglicherweise dem byzantinischen Reich einverleibte. Denkbar ist aber auch, dass das Reich von Altava bis zur Eroberung durch die Araber um 700 fortdauerte. Die Beibehaltung römischer Kultur ist für die Stadt Altava jedenfalls bis ins 7. Jahrhundert belegt.
Altava war seit der Spätantike Bischofssitz, darauf geht das Titularbistum Altava zurück.